# Conceição da Feira
Conceição da Feira is een gemeente in de Braziliaanse deelstaat Bahia. De gemeente telt 20.117 inwoners (schatting 2009).

## Aangrenzende gemeenten
De gemeente grenst aan Antônio Cardoso, Cabaceiras do Paraguaçu, Cachoeira, Governador Mangabeira en São Gonçalo dos Campos.